# Ivan Popov
Ivan Popov (20 de març de 1990) és un jugador d'escacs rus que té el títol de Gran Mestre des del 2007.
A la llista d'Elo de la FIDE del desembre de 2021, hi tenia un Elo de 2629 punts, cosa que en feia el jugador número 29 (en actiu) de Rússia, i el número 148 del rànquing mundial. El seu màxim Elo va ser de 2661 punts, a la llista de setembre de 2015 (posició 80 al rànquing mundial).

## Resultats destacats en competició
El 2007 fou campió del món Sub-18 i campió de l'Obert Vladimir, a més de subcampió del món juvenil. Degut als seus grans resultats a Campionat d'Europa d'escacs individual de 2013 fent 7½ punts d'11, obtingué un lloc per a participar en la Copa del Món de 2013 on caigué a la primera ronda contra el número u austríac Markus Ragger.
El gener del 2015 fou campió de l'Obert Internacional de Chennai amb 7½ punts de 9. El 2015 repetí el resultat de 7½ punts d'11 al Campionat d'Europa individual i de nou es classificà per a la Copa del Món de 2015, on fou eliminat a la primera ronda per Samuel Shankland. El desembre de 2015 fou campió d'Europa d'escacs ràpids jugat a Minsk (Belarús) amb 10 punts d'11 partides.